# Osman Chávez
Osman Danilo Chávez Güity, född 29 juli 1984 i Santa Fe, Honduras, är en före detta honduriansk fotbollsspelare som sedan 2017 spelar för den hondurianska klubben CD Vida och Honduras landslag.